# Écueil

Écueil este o comună în departamentul Marne, Franța. În 2009 avea o populație de 315 de locuitori.